# 魔法少女毁灭者
《魔法少女毁灭者》是由JUN INAGAWA担任原案的原创日本电视动画，由Bibury Animation Studio担任动画制作。

## 故事簡介
日本的御宅族文化在神秘組織「SSC」出現後遭到鎮壓，此時一位熱愛御宅族文化的男子「御宅英雄」與仰慕他的三名魔法少女一起率領御宅族們挺身反抗SSC，雙方展開一場壯烈的戰鬥。

## 登場人物
御宅英雄（Otaku Hero，聲：古川慎）
革命軍的首領，原本是個普通的御宅族，為了奪回自己熱愛的御宅族文化而反抗SSC。雖然沒有什麼出眾的能力，但為人認真，正義感強，有著吸引魔法少女和宅男的獨特魅力。
魔法少女安那其（Anarchy，聲：菲魯茲·藍）
熱血的魔法少女。傲嬌、好勝心強、嘴巴壞、脾氣暴躁，但內心比誰都純潔，總是竭盡全力。揮舞著一根末端嵌有A標誌的法杖，可以創造和破壞不同的物體。希望打敗SSC，這樣她就可以變回普通女孩。
魔法少女藍（Blue，聲：愛美）
關西腔的魔法少女。看起來很酷，但滿腦子都是色情的東西。在戰鬥中她是可以信賴的。擁有一把幾乎可以切斷任何東西的奇形鐮刀，熱愛衝浪。唯一能聽懂粉紅口語的人。願望是在SSC消失後看到新秩序乐团的現場表演。
魔法少女粉（Pink，聲：黑澤朋世）
帶著防毒面具的魔法少女。喜歡可愛的東西，未來的夢想是在女僕咖啡廳工作。魔法少女中的常識性人物。揮舞著一個巨大的魔法注射器，擅長製造不同種類的藥物。願望是有一天能在女僕咖啡廳工作。
狂太郎（Kyotaro，聲：楠木灯）
SHOBON（Shobon，聲：齊藤壯馬）
SSC的領導者。真實身份不明，但穿著正式的黑色西裝和領帶，頭上蓋著一台白色電視機，正面畫著一張可愛的臉。
殺手（Slayer，聲：芹澤優）
平時看起來是打著遮陽傘的溫柔大小姐，但情緒激動就會變得非常粗魯。
尼克（Nick，聲：興津和幸）
一個擁有龐大信息網絡的資深宅男，為御宅英雄提供支持和培訓。
老派御宅族（Old Leader，聲：杉田智和）
軍事御宅族（Military Otaku，聲：間島淳司）
遊戲御宅族（Game Otaku，聲：子安武人）
鐵道御宅族（Train Otaku，聲：奧村翔）
自衛隊御宅族（JSDF Otaku，聲：兼政郁人）
動畫御宅族（Anime Otaku，聲：稻田徹）
偶像御宅族（Idol Otaku，聲：石谷春貴）
職業摔角御宅族（Pro-Wrestling Otaku，聲：高橋伸也）

## 宣传
2021年5月14日，宣布了本动画的制作决定，由JUN INAGAWA担任原案，同时公开了一张视觉图和一段特报影片。9月10日，公开了本作的一张主视觉图，并宣布动画制作公司为Bibury Animation Studios。2022年3月26日，公开一段宣传片和第二张视觉图。
2022年9月16日，公布将于2023年在MBS播出，同时还公开了动画的主要制作人员和配音演员。

## 创作
2019年JUN INAGAWA的个人展览会“魔法少女DESTROYERS（萌）”的会场上，JUN INAGAWA第一次与国王唱片的制作人须藤孝太郎以及MBS的龟井博司相见，但当时并没有提出制作动画。知道后来MBS主办的名为“平成动画史（平成アニメヒストリア）”的活动结束后，龟井才向JUN提出了制作动画的构想，此前JUN并没有参加过任何动画制作。之后三人才正式决定了制作动画。但直到2019年的夏季，才开始认真思考故事，在之后一年多的时间里，三人每周都会相聚一次以构思整个故事。

## 電視動畫

### 主題曲
片頭曲MAGICAL DESTROYER
歌：爱美
作词：JUN INAGAWA、JUBEE，作曲、编曲：TAKESHI UEDA（AA=）
第1话作片尾曲
片尾曲Gospelion in a classic love
歌：The 13th tailor
第1话未使用

### 插曲
Everything Happens for a reason（第8話）
歌：御宅英雄（古川慎）
作詞：JUN INAGAWA，作曲、編曲：羽柴吟
暴走少女愛伝茶茶（第8話）
歌：安那其（菲魯茲·藍）、BLUE（愛美）、PINK（黑澤朋世）、御宅英雄（古川慎）
作詞、作曲、編曲：羽柴吟

### 各話列表
| 話數 | 日文標題               | 中文標題                                 | 劇本       | 分鏡     | 演出                 | 作畫監督 | 總作畫監督                                  | ED card     | 首播日期      |
| ---- | ---------------------- | ---------------------------------------- | ---------- | -------- | -------------------- | --- | ------------------------------------------- | ----------- | ------------- |
| 1    | RAGE AGAINST AKIHABARA | 革命的火焰在秋叶原燃烧                   | 谷村大四郎 | 博史池畠 | 新谷研人             | 大岛缘 | -                                           | 菲鲁兹·蓝   | 2023年 4月7日 |
| 2    | GOBO! GOBO!            | 桃色的大脑翻转过来                       | 谷村大四郎 | 土屋亮介 | 山本贵则             | 满田一、山末有妃 宫泽红音、村松尚雄 | -                                           | 大川bkub    | 4月14日       |
| 3    | PESSIMISTIC OVERDRIVE  | 听着排气笔记本去死                       | 佐藤裕     | 奥居久明 | 春野梅子、新谷研人   | 宫泽红音、 Bellamy Luna Brooks、Cyrus Rebello Dominique Santos Resuello、FuJirou Henry Kuan、Jarrett Martin Macarera Duarte、RedKanchi RVEN、Shelia Loewito | -                                           | 河村康辅    | 4月21日       |
| 4    | R U READY?             | 到處都是魔法少女的泳裝大會 你準備好了嗎? | 竹內利光   | 博史池畠 |                      | 野中正幸、中川耀 | -                                           |             | 4月28日       |
| 5    | CLIMBING TO THE HELL   | 第二回中野事變 爬向地獄                  | 谷村大四郎 | 江口大辅 | 江口大辅             | 满田一、李少雷、伊藤一树 小林明美、菅野智之、川口弘明、seed                                                                                                 | 野中正幸                                    | 5月5日      |               |
| 6    | REVOLUTION EVE         | 革命前夜                                 | 谷村大四郎 | 江口大輔 | 青木裕一朗、江口大輔 | 酒井有香、宮澤紅音 fes、NAM HAI ART、 | 澤友貴                                      | 5月12日     |               |
| 7    | ULTIMATE GAME          | 給開外掛者獻上輓歌 終極遊戲              | 佐藤裕     | 山本贵则 | 山本贵则             | 中川耀、宫泽红音 荒井久磨、Yuepants Shiinamon、Fes_Art、 | -                                           | 藤真拓哉    | 5月19日       |
| 8    | DANCING QUEENS         | 玩酷 舞后                                | 竹内利光   | 田中宏纪 | 田中宏纪             | 不適用 | -                                           | Namori      | 5月26日       |
| 9    | LOVE IS NIGHTMARE      | 危險兄妹洶洶來襲 愛是惡夢                | 佐藤裕     | 飯野慎也 | 飯野慎也             | 服部聰志、李少雷 | -                                           |             | 6月2日        |
| 10   | SILENT BEFORE RAGE     | 攻陷國會議事堂 革命軍總攻擊 憤怒前的寂靜 | 竹內利光   | 江口大輔 | 宮田政典、青木裕一朗 | 松本勝次、趙親雲、李品華、馬蘭 | 野中正幸、大島緣                            | 6月9日      |               |
| 11   |                        | 魔法少女毀滅者                           | 谷村大四郎 | 江口大辅 | 江口大辅             | 野中正幸、高木司 西山实果、宫泽红音、李少雷 | -                                           | 不適用      | 6月16日       |
| 12   |                        | 隨心所欲愛自己所愛之物                   | 谷村大四郎 | 博史池畠 | 、春野梅子           | 櫻井木之實、南伸一郎 杜偉峰、魏旭龍、陳亮 | 大島緣、杉村絢子 宮澤紅音、野中正幸、中川耀 | JUN INAGAWA | 6月23日       |

### 製作人員
- 原作：MAD milkpot markets
- 原案：JUN INAGAWA
- 導演：博史池畠
- 副導演：
- 編劇、系列構成：谷村大四郎
- 動畫製作：Bibury Animation Studios[1]